# Эта Щита
η Щита (лат. η Scuti / η Sct) − звезда, которая находится в созвездии Щита на расстоянии приблизительно 207 световых лет от нас, видимая звёздная величина составляет +4,82. Это оранжевый гигант спектрального класса К. Эта звезда имеет массу в 1,4 раза больше массы Солнца, радиус — в 9,6 раз больше радиуса Солнца. Светимость звезды в 40,5 раз мощнее, чем солнечная, температура поверхности раскалена до 4710 Кельвинов. Её возраст составляет около 2,8 млрд лет. η Щита приближается к Солнечной системе со скоростью 92.8 км/с.